# Hugo Godoy
Hugo Ernesto Godoy (La Plata, 21 de junio de 1955), también conocido como Cachorro Godoy, es un dirigente sindical y político argentino. Es el Secretario General Nacional de la Central de Trabajadores de la Argentina (CTA).

## Biografía

### Militancia

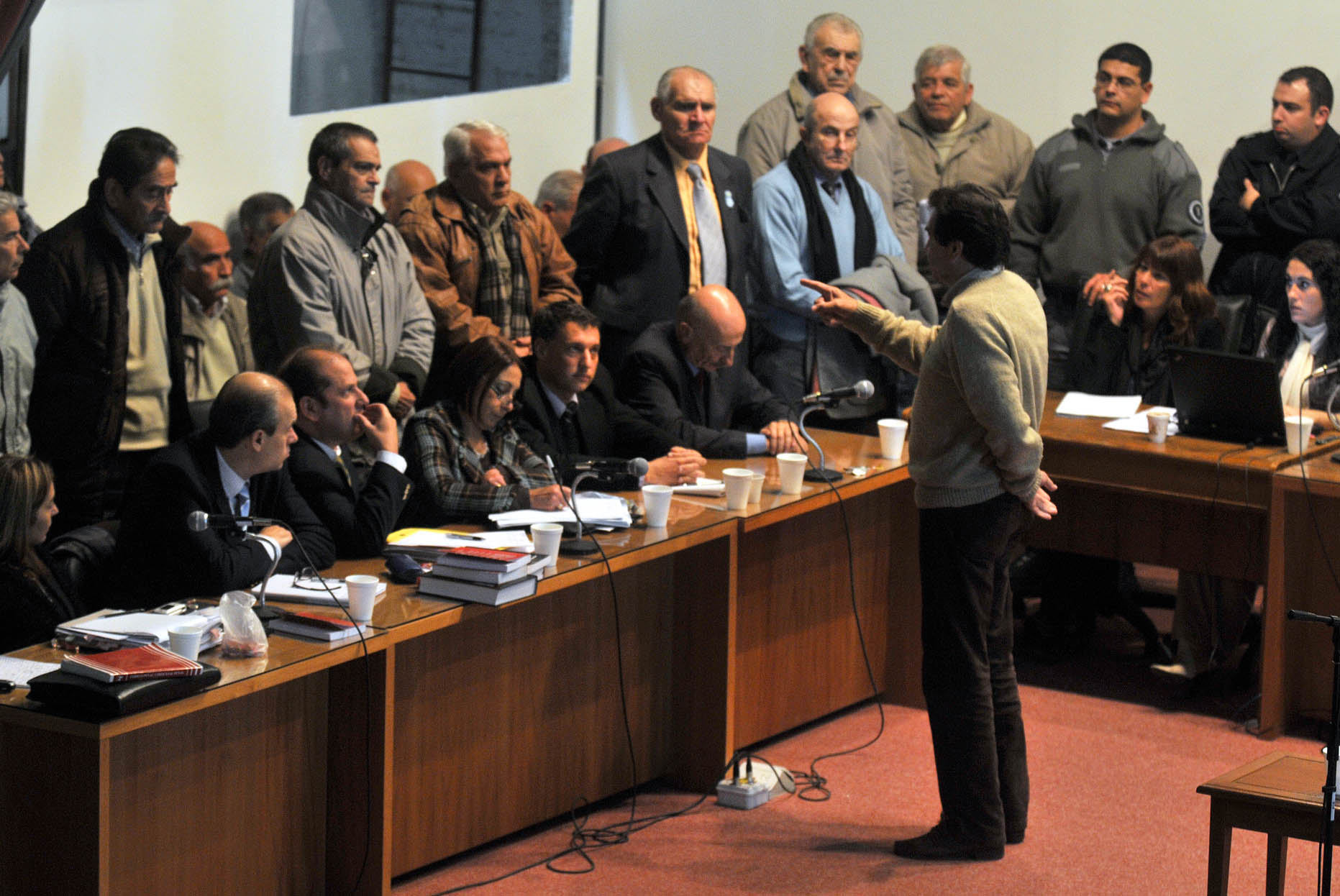
En 2010, “Cachorro” Godoy dio su testimonio y señaló a los torturadores de la Unidad 9 durante la última Dictadura Argentina

Estudió en la Escuela Industrial "Albert Thomas" de La Plata. Trabajó en el Matadero Municipal de Abasto (La Plata) desde 1974, donde se inició en la organización sindical. Integró la Unión de Estudiantes Secundarios (UES), en  la Juventud Peronista (JP) y en Montoneros. En 1975 fue detenido y pasó la mayor parte de la dictadura como preso político. Durante este período, fue trasladado a diversos presidios como la Cárcel de Caseros, el Penal de Sierra Chica en Olavarría y la Unidad Penal 9 de La Plata.Recuperó su libertad en 1982. Retomó su militancia en el espacio Ateneo Eva Perón de La Plata, en la organización de "Intransigencia y Movilización Peronista", una corriente interna del Partido Justicialista, que buscaba la rearticulación del  Movimiento Obrero Argentino. El 12 de abril de 2010, el Tribunal Oral Federal N.º 1 inició el juicio a 11 exagentes y 3 médicos del Servicio Penitenciario Bonaerense (SPB) que integraban parte de la Unidad Penal 9 de La Plata. Hugo “Cachorro” Godoy participó del juicio como testigo y reconoció a sus captores, que fueron condenados.

### Asociación Trabajadores del Estado

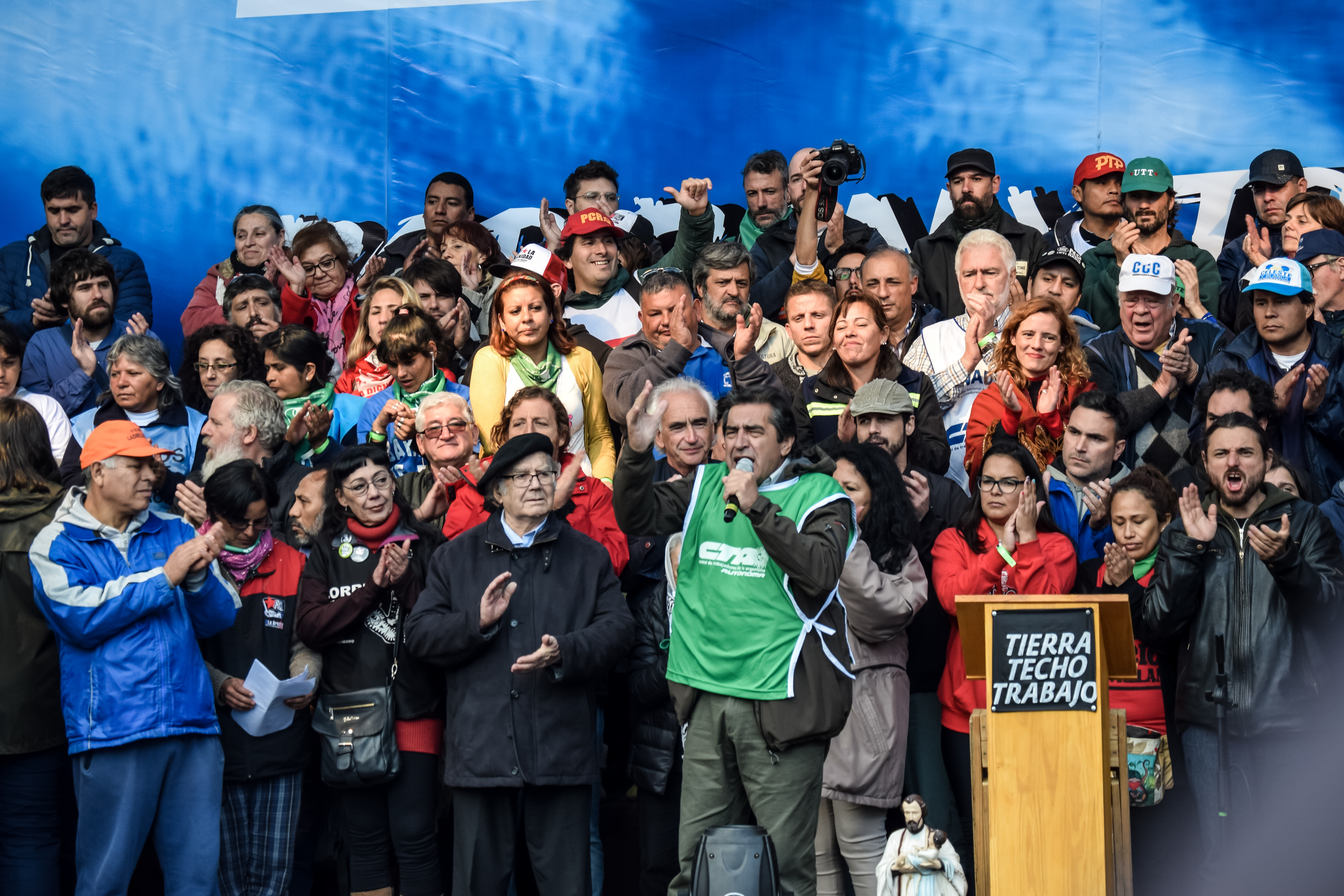
Cachorro Godoy durante la Marcha Federal realizada en Buenos Aires el 1º de junio de 2018.

En diciembre de 1985, inició sus funciones como estatal en el Instituto de Menores Aráoz Alfaro del Ministerio de Acción Social de la Provincia de Buenos Aires. Se afilió a la Asociación Trabajadores del Estado (ATE) y al año siguiente fue elegido delegado. En 1988 fundó la agrupación "Participación" en La Plata, adherida a ANUSATE (Agrupación Nacional Unidad y Solidaridad en ATE) fundada por Héctor Quagliaro, Víctor De Gennaro y Germán Abdala, entre otros.
Integró el Consejo Directivo Provincial de ATE de la Provincia de Buenos Aires primero como prosecretario gremial (1991-1993), más tarde como secretario gremial (1993-1995), luego como secretario de organización (1995-2003), para ser elegido como secretario general (2003-2011).
Desde 2011 hasta 2015 asumió en  ATE Nacional el cargo de Secretario General Adjunto. En el 2015 fue elegido como Secretario General de ATE a nivel nacional y fue reelegido para un segundo mandato para el período que abarca desde el 2019 hasta el 2023.

### Central de Trabajadores de la Argentina
En 1991, Godoy participa de un encuentro sindical conocido como el “Grito de Burzaco”, en el que un grupo de organizaciones sindicales manifiestan su oposición a la  CGT y a las privatizaciones impulsadas por el gobierno de Carlos Menem, dando lugar la fundación de la Central de Trabajadores de la Argentina.  En 1994, fue Secretario General Adjunto de la Regional La Plata-Ensenada de la CTA. Entre 1998 y 2006 desempeñó el cargo de Secretario General Adjunto de la CTA Provincia de Buenos Aires. Desde 2006 hasta el 2010 fue elegido como Secretario General de la CTA bonaerense. El cargo fue prorrogado hasta el 2014.
En 2014 el Ministerio de Trabajo reconoció formalmente la división de la CTA en dos centrales: la CTA de los Trabajadores y la CTA Autónoma. Cachorro Godoy permaneció en la CTA Autónoma. Entre 2018 y 2022 se desempeñó como Secretario General Adjunto a nivel nacional.
En agosto de 2022 fue elegido Secretario General, mandato que continuará hasta el 2026.

### Partido Unidad Popular
En 2008, participó de la fundación del partido político Unidad Popular, de que fue el presidente del Consejo Ejecutivo de UP en la Provincia de Buenos Aires hasta 2018. Luego asumió el cargo de Vicepresidente de UP a nivel nacional en el 2018, manteniéndose en el cargo hasta el 2022. Actualmente, es parte del Consejo Ejecutivo Nacional del partido.